# Tríptico de Miraflores
El retablo de Miraflores (o Tríptico de la Virgen, o Tríptico de Miraflores) es un tríptico pintado al óleo sobre tabla de roble y realizado hacia 1442-1445 por el primitivo flamenco Rogier van der Weyden. Se encuentra en la Gemäldegalerie (Berlín) desde 1850,después de ser robado por el general Darmagnac en su lugar de origen, que le da nombre, la Cartuja de Miraflores de Burgos en 1809.  Cada una de las tres tablas mide 71,2 x 43,2 cm y muestran, de izquierda a derecha, un retrato de la Sagrada Familia, una Pietà (la Virgen sosteniendo el cuerpo muerto de Jesús) y la aparición de Cristo a María, una lectura cronológica del nacimiento, muerte y resurrección de Jesús, con María como foco de ambas tablas laterales. El retablo examina la relación de María con su hijo en diferentes estadios de su vida. Destaca el uso del color, especialmente en la aplicación de blancos, rojos y azules, el uso de los ejes —como la línea que forma el cuerpo de Cristo en el panel central—y, como es propio de Van der Weyden, la plasmación de situaciones de gran impacto emocional.
Cómo era habitual en los trípticos del periodo, el retablo es rico en simbolismo religioso; cada panel está enmarcado por un arco de medio punto con decoraciones góticas en tracería abierta debajo y en la enjuta. Estas decoraciones simulan esculturas ricamente detalladas y con una compleja iconografía. El retablo influyó en pintores contemporáneos, especialmente por el uso de los decorados simbólicos en los portales, colocados como fondos ficticios enmarcados por los arcos. Se considera que habría sido referencia de obras de Petrus Christus, Dirk Bouts y Hans Memling, además de otras de muchos pintores menores olvidados.

## El tríptico
El tríptico está dedicado a la Virgen María y su relación con su hijo en tres momentos de su vida. A pesar de que el rey Juan II de Castilla lo regaló a la Cartuja de Miraflores, no parece que fuera encargado para ese lugar. Lorne Campbell piensa que la obra podría haber sido encargada por la reina María de Aragón, con el asesoramiento iconográfico de Lope de Barrientos, quién había sido confesor real de Juan II, tutor del niño Enrique IV y que era obispo de Segovia en 1438.
Cada panel está enmarcado por un arco o entrada y parece estar ubicado en un portal de iglesia, en un espacio interior que da el aspecto de tener lugar sobre un escenario. El frente de cada marco muestra la contrahuella, un hecho que, según el historiador de arte Jeffrey Chipps Smith, implica «la proximidad del espectador, y el potencial para entrar imaginariamente en él, al escenario divino, ». En contraste con la mayoría de los trípticos de la época, los paneles eran originalmente fijos en vez de articulados, aunque más tarde fueron separados y vueltos a montar porque se pueden mover. Las composiciones están libres de las tradiciones pictóricas utilizadas generalmente en las representaciones de estos episodios. El panel de la Sagrada Familia no muestra ninguna de las otras figuras generalmente representadas en imágenes del nacimiento o de la infancia de Cristo. Muchos de los elementos son inventiva propia de van der Weyden, por ejemplo, el sinuoso camino en el panel de la derecha del que no hay referencia en ninguna representación anterior ni en el texto bíblico, y que sería un recurso temporal para enlazar la escena del Cristo resucitado con la misma  figura que aparece ante María.
Los diferentes colores de las ropas de María en cada panel aportan diferente significado simbólico. El blanco, el rojo y el azul describen sus tres virtudes tradicionales, respectivamente: pureza, compasión y perseverancia. María se muestra de blanco en el panel familiar para subrayar su perpetúa virginidad, en rojo (un color predominante en el tríptico) por el luto de su hijo, y en azul cuando Jesús se le reaparece.
Los arcos que enmarcan cada escena están historiados con series de estatuas pequeñas ficticias, pero de mucho detalle y simbolismo. Son imágenes que simulan ser de mármol, en relieve y que permiten aumentar la narrativa del episodio de la vida de Cristo que enmarcan. El tríptico a menudo se asocia con el Retablo de San Juan, del mismo Van der Weyden, sobre San Juan Bautista, puesto que ambos utilizan el recurso de relieves de piedra imaginarios, dentro de los marcos y como medio para desarrollar el tema principal en cada panel en particular. Los arcos están pintados en tonos marrones, probablemente para dar el aspecto de madera. Más fantásticos que realistas, son un recurso para incluir las pequeñas figuras en relieve situadas en las arquivoltas que reflejan y acentúan la narración y el tema del panel donde aparecen.

### Paneles

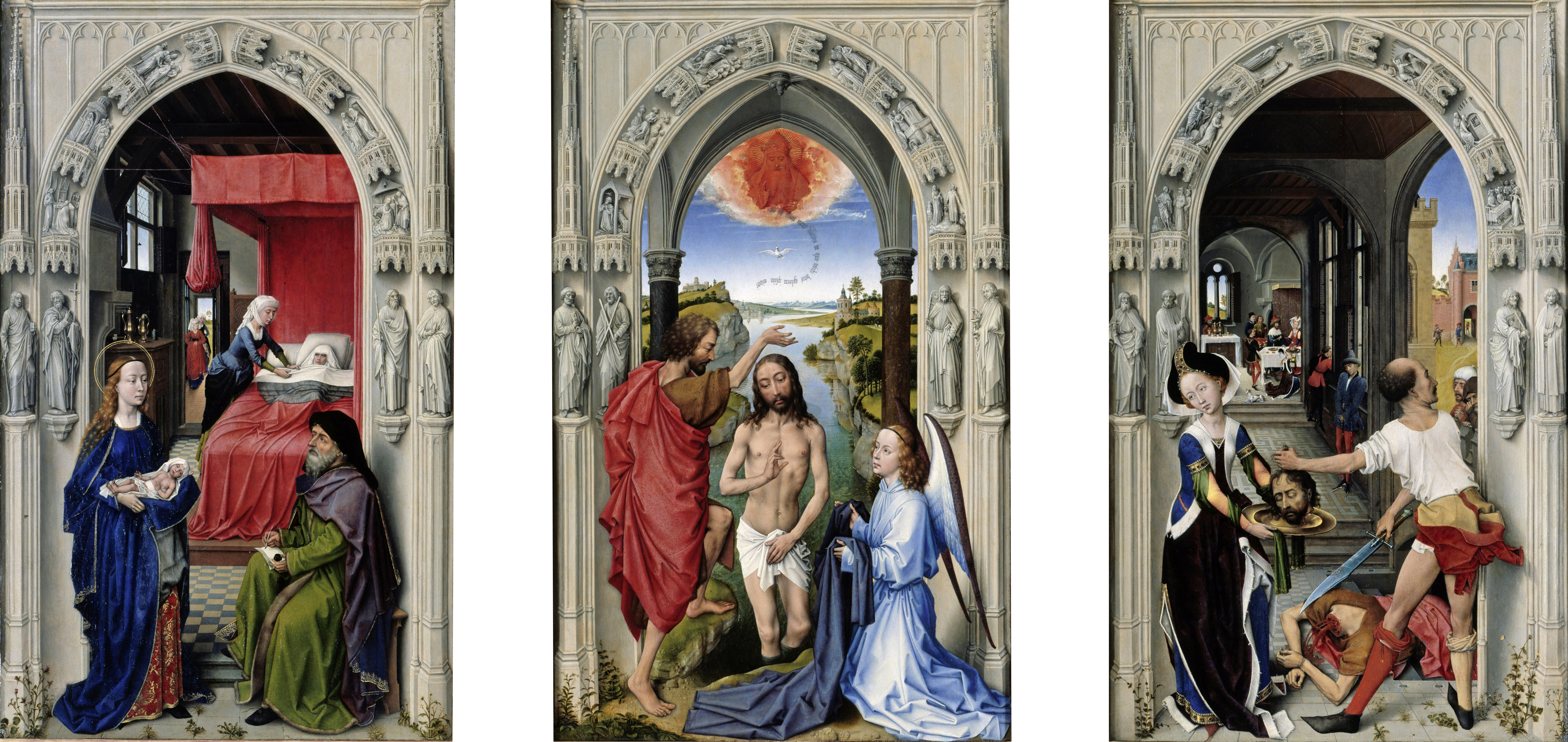
Retablo de San Juan de Van der Weyden c. 1455. Gemäldegalerie de Berlín. Este tríptico está relacionado con el de Miraflores, por sus motivos simbólicos compartidos, sobre todo las baldosas, y las figuras en relieve de las arquivoltas.

La sección izquierda muestra a María vestida con una túnica blanca y violeta, mirando al Niño Jesús quien, a su vez, le devuelve la mirada. Junto a ellos, un sentado San José, vestido con un largo tocado rojo, dormitando mientras se apoya en un bastón. El borde de la túnica de María tiene una inscripción en oro que recoge el texto del "Cántico de María" de Lucas 1:46–48: Mi alma magnifica el Señor... Este panel fue considerado durante mucho tiempo como una Natividad, hasta que el historiador del arte Erwin Panofsky lo describió como una simple representación de la Sagrada Familia. Los relieves que lo rodean representan pasajes de la vida de Cristo; acontecimientos claves de su infancia y la Presentación en el Templo.
En el panel central, María se muestra con una túnica roja sosteniendo el cuerpo sin vida de Cristo, con San Pedro y San Lucas de pie, uno a cada lado de ella. Los dos están vestidos con ropa de color negro, y representan, respectivamente, la fundación de la primera Iglesia y los Evangelios. El panel derecho muestra el momento (no descrito en los Evangelios) en el que Cristo se aparece a su madre después de su resurrección, una escena que se repite en la distancia, a una escala más pequeña, a través de la puerta abierta en la parte posterior de la escena principal. A pesar de que Van der Weyden presenta la cronología del tríptico de izquierda a derecha, la resurrección de fondo rompe esta secuencia al situarse a la derecha de la aparición del primer plano, dos escenas unidas por el largo y sinuoso camino que lleva desde la tumba a la escena interior con María.
El artista utiliza una serie de representaciones gráficas para sugerir el acercamiento de Cristo resucitado, incluyendo el sinuoso camino, las puertas que se abren hacia el interior y la luz exterior que cae sobre las baldosas interiores. Los relieves de las arquivoltas incluyen representaciones del Antiguo Testamento que entonces se consideraban antecedentes de la Pasión, incluyendo la Muerte de Absalom y el sacrificio de Isaac.
Los paneles están en buenas condiciones y no han sufrido daños significativos. Fueron limpiados en 1981, cuando se eliminaron capas de barnices decolorados y degradados. El examen técnico muestra que Rogier hizo algunos cambios en las poses finales de los personajes.

## Cronología
El tríptico fue donado el 5 de agosto de 1445 por el rey Juan II de Castilla a la cartuja de Miraflores, Burgos, que había fundado en 1442 en unos antiguos pabellones de caza construidos en 1401 por su padre, Enrique III de Castilla. Se desconoce quién lo encargó, ya que parece que no fue Juan II. El historiador Lorne Campbell considera que, o bien llegó al rey como un regalo de algún amigo, o bien fue un encargo hecho por su primera mujer, María de Aragón para su Real Cartuja de Nuestra Señora de Aniago, dedicada a la Virgen María. Además, por el inventario post-mortem de la reina en 1445, queda claro su interés por las obras de arte flamencas.
El tríptico fue largamente olvidado e ignorado hasta comienzos del siglo XX, y no fue atribuido a Van der Weyden hasta comienzos de la década de 1950, por Max Friedländer en su colección pionera en catorce volúmenes sobre las Obras maestras de la pintura flamenca de los siglos XV y XVI ( Masterpieces of Netherlandish painting of the 15th and 16th centuries).  La atribución proviene de la verificación de un documento de 1445 que describe el tríptico de la mano de "Magistro Rogel".  Además, la reflectografía infrarroja muestra que se realizaron cambios en la composición antes de su finalización, lo que demostraría que no sería la obra de un copista.
Las versiones de Granada y Nueva York, que hasta ese momento habían sido consideradas originales, pasaron a ser consideradas como copias, se cree que realizadas alrededor de 1500 por un pintor de la Corona de Castilla, probablemente formado como aprendiz en los Países Bajos. Se ha sugerido que ambas copias fueran de Juan de Flandes, pero no hay ninguna prueba concluyente. Panofsky también escribió sobre la obra en los años 1950, complementando el trabajo de Friedländer, y detallando la compleja iconografía del retablo.
El retablo continuó en Miraflores hasta 1783. La siguiente información lo sitúa en la catedral de Burgos en 1809, donde lo encontró y robó el general napoleónico Jean Darmagnac. Se lo sitúa en Londres en 1835, donde fue subastado por Christie's como parte de la colección Darmagnac y fue adquirido por un comerciante de vinos. Después fue vendido a Chrétien Jean Nieuwenhuys, un marchante de Bruselas, y este lo vendió en 1842 al rey Guillermo II de los Países Bajos. A la muerte del rey en 1849, fue subastado en 1850 en La Haya y adquirido para la Gemäldegalerie (Berlín).

## Versiones, autenticidad

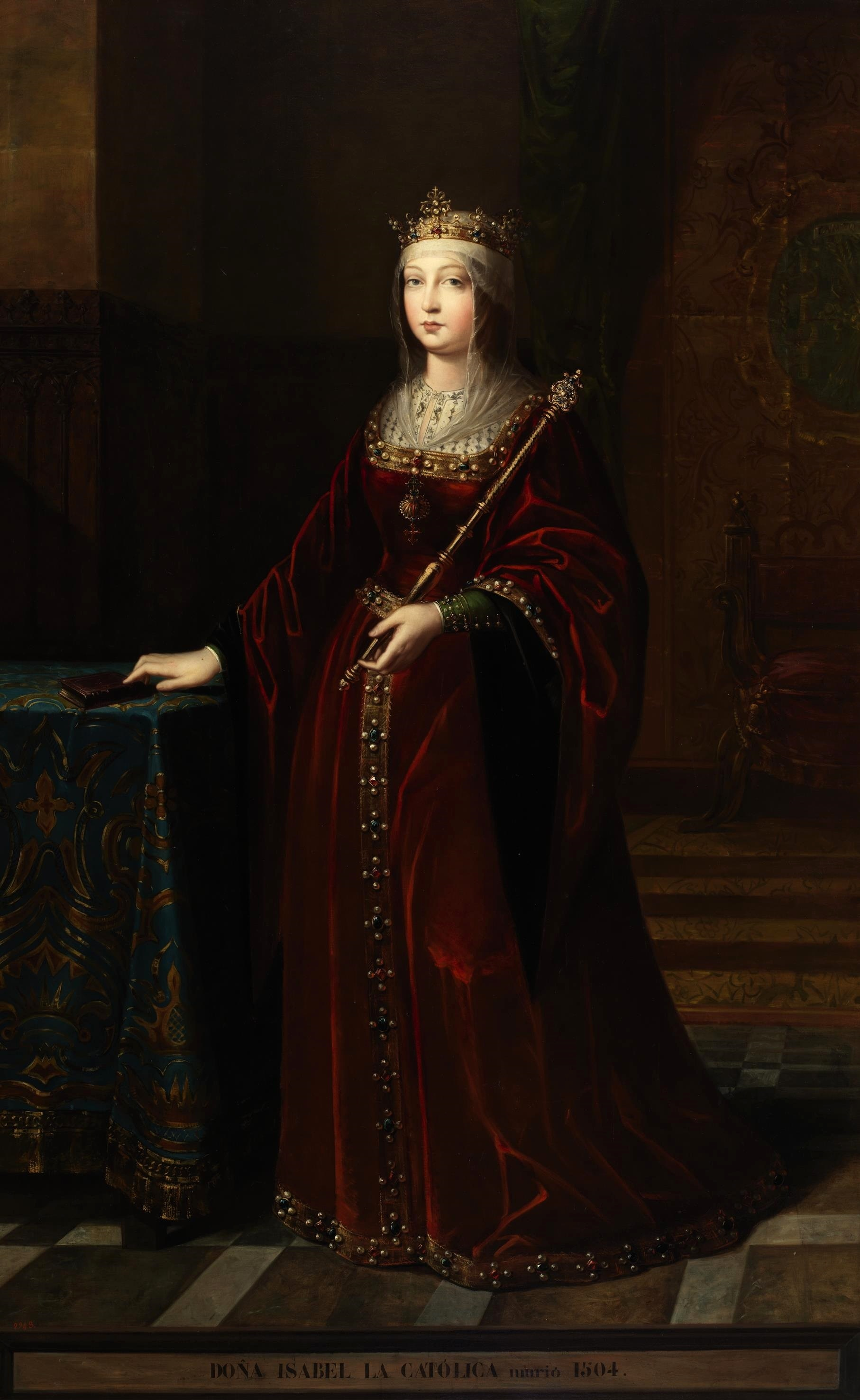
La hija de Juan II, Isabel I de Castilla, encargó una copia a Juan de Flandes para la Capilla Real de Granada.

El retablo es la única obra de Van der Weyden conservada que consta vinculada al pintor en un documento contemporáneo. En el "Libro Becerro" de la cartuja aparecía una anotación de un documento de donación de 1445 donde indicaba: «Hoc oratorium à Magistro Rogel, magno e famoso Flandresco, fuit depictum» [Este oratorio fue pintado por el maestro Rogel, el magno y famoso Flamenco]. A pesar de que este libro ha desaparecido, en 1783 Antonio Ponz recogió esta anotación en una descripción que hizo del libro en su obra Viaje de España.
En un momento en que los retablos eran «valorados por sus poderes espirituales y por el estatus de su autor y del propietario», Isabel I de Castilla, que quedó impresionada por la obra que su padre Juan II había donado, encargó una copia para la Capilla Real de Granada al flamenco Juan de Flandes, pintor de la corte junto con Michel Sittow.
Actualmente, la tabla derecha con la Aparición de Cristo a María se conserva en el Museo Metropolitano de Arte de Nueva York y las otras dos en la Capilla Real de Granada. Estas dos fueron recortadas en la parte superior para ajustarse a la puerta derecha del relicario del crucero sur.
Entre la obra de Van der Weyden y la de Juan de Flandes, existió discrepancia sobre cuál era copia de la otra. La primera conocida fue la de Van der Weyden, hasta que, en 1908, Manuel Gómez-Moreno y Wilhelm von Bode publicaron artículos sobre la obra de Granada y en donde la consideraban anterior a la de Van der Weyden, quien -afirmaban- la habría copiado. Esta opinión fue refrendada por el historiador del arte Max Friedländer en 1956, cuando declaraba que "desde que se ha conocido la versión de Granada, la versión de Berlín ha sido ignorada al considerarla una réplica sin ninguna importancia. El retablo de Berlín está inusualmente bien conservado; es en algunos aspectos inferior al de Granada pero difícilmente se puede pensar que no sea una réplica de taller hecha con mucho cuidado y con gran resultado."
A partir de estudios más recientes mediante una reflectografia infrarroja, se mostró los cambios hechos al dibujo subyacente y a la composición de la pintura antes de su conclusión, probando que no era el trabajo de un copista. A partir de ellos, Maryan Ainsworth, conservadora del Metropolitan Museum of Art, y Lorne Campbell han mantenido desde 1992 que el original era el hecho por Van der Weyden, si bien la autoría del tríptico copiado para Granada era dudosa entre algún miembro del taller, Sittow o Juan de Flandes.
Un examen dendrocronológico hecho en 1982 al roble de la obra de Granada permitió datarlo como posterior a 1492, mientras que Van der Weyden murió en 1464. Complementariamente, el estudio de la obra de Berlín revela que el anillo central del árbol es de 1406, y que, aproximadamente, la madera se cortó en los años 1420. Al mismo tiempo, y también gracias a la dendrocronología, se ha determinado que las tablas del tríptico de Granada (una de ellas en Nueva York) son del mismo roble que algunas tablas del políptico de San Juan Bautista encargado por la reina Isabel a Juan de Flandes para decorar el corazón de Miraflores: Banquete de Herodes, hoy en Museo Mayer van der Bergh de Amberes, Verdugo presentando la cabeza del Bautista a Salomé en Museo de Arte y de Historia de Ginebra, y el Nacimiento e imposición de nombre del Bautista en el Museo de Arte de Cleveland. Esta coincidencia en los materiales empleados reafirma la datación posterior de la obra de Juan de Flandes y la sitúa entre 1492-1496, unas fechas en las que el pintor residía en Miraflores, según la documentación de la cartuja publicada por Antonio Ponz en 1783.